# Грошиј Ној (Арад)
Грошиј Ној (рум. Groșii Noi) насеље је у Румунији у округу Арад у општини Барзава. Oпштина се налази на надморској висини од 208 m.

## Становништво
Према подацима из 2002. године у насељу је живело 301 становника, од којих су сви румунске националности.